# Profilo alare

Profilo alare:
α: incidenza geometrica
c: corda
1: linea di portanza nulla
2: bordo d'attacco
3: cerchio osculatore del bordo d'attacco
4: spessore
5: curvatura
6: dorso
7: bordo d'uscita
8: linea d'inarcamento medio
9: ventre.

Andamento del coefficiente di pressione su due profili alari per due angoli d'attacco:
1: profilo simmetrico ad incidenza di portanza nulla
2: profilo asimmetrico ad incidenza di portanza nulla
3: profilo simmetrico ad incidenza di portanza positiva
4: profilo asimmetrico ad incidenza di portanza positiva.
Sono stati disegnati anche i vettori di portanza (indicati con L, lift).

Il profilo alare è la sezione di un'ala condotta secondo un piano verticale e parallelo alla mezzeria dell'ala stessa. Anche le sezioni di una pala di turbomacchina o di un'elica propulsiva sono costruite secondo i principi dei profili alari.

## Teoria
Quando si studia un profilo alare, si studia un'ala tridimensionale di lunghezza infinita (nella direzione perpendicolare al piano di sezione che determina il profilo). Secondo il teorema di Kutta-Joukowski, si crea una circolazione attorno al profilo che genera una forza, in direzione perpendicolare alla corrente indisturbata, detta portanza che tende a sostentarlo. Tale teorema vale solamente in condizioni di viscosità trascurabile (flusso euleriano). In generale la portanza non è l'unica forza agente sul profilo: la viscosità del fluido genera anche una resistenza fluidodinamica, una componente della risultante delle forze aerodinamiche diretta parallelamente alla corrente indisturbata.
La forma dei profili alari tende a creare una differenza di pressione tra le due facce: una volta che il fluido (aria, acqua o altro) investe il profilo con l'opportuno angolo d'attacco, si genera una sovrappressione sulla pancia ed una depressione sul dorso del profilo stesso.
Questa distribuzione di pressione fa sì che le particelle di fluido generino una forza diretta grosso modo verticalmente, dal basso verso l'alto, che lo sostenta. La componente perpendicolare alla corrente indisturbata, la portanza, cresce in maniera pressoché lineare al crescere dell'angolo d'attacco del profilo fino ad un valore critico, chiamato angolo di incidenza critico o angolo d'attacco aerodinamico critico. Aumentando ulteriormente l'angolo d'attacco si raggiunge il massimo della portanza ad un valore chiamato angolo di incidenza di stallo o angolo d'attacco di stallo, oltre il quale si ha lo stallo del profilo, al quale si riscontra una diminuzione della portanza ed un aumento della resistenza aerodinamica.
Inoltre, nel caso reale di ala di lunghezza finita, è necessario tenere in considerazione altri effetti, il principale dei quali è che «un generico fluido tende a spostarsi da una zona di alta pressione ad una di bassa pressione».
Tale principio è facilmente riscontrabile in molti casi pratici, per esempio quando un pallone si buca e l'aria tende ad uscire verso l'esterno, cioè verso lo stato di (bassa) pressione atmosferica rispetto all'interno.
Ai bordi dell'ala si ha una migrazione di fluido verso i punti a pressione minore e quindi un'ulteriore generazione di resistenza, fenomeno che spiega la presenza di alettoni verticali ai bordi delle ali degli aeroplani o negli spoiler delle auto da corsa.

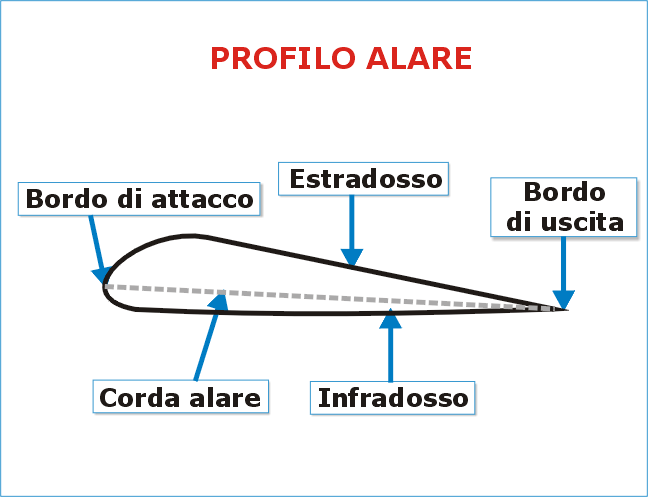
Elementi geometrici del profilo alare

In un profilo si riconoscono i seguenti elementi geometrici caratteristici:
- Bordo d'attacco: il punto geometricamente più avanzato del profilo.
- Bordo d'uscita: il punto geometricamente più arretrato del profilo.
- Corda: la linea retta che unisce il bordo d'attacco con il bordo d'uscita.
- Dorso: la linea che delimita superiormente il profilo.
- Ventre: la linea che delimita inferiormente il profilo.
- Linea di inarcamento medio: la linea che unisce i punti equidistanti tra dorso e ventre.
- Spessore: la distanza tra dorso e ventre misurata perpendicolarmente alla corda o alla linea di inarcamento medio.
- Freccia: distanza tra linea media e corda misurata perpendicolarmente alla corda.
- Linea di portanza nulla: la linea, passante per il bordo d'uscita, parallela alla direzione della corrente per la quale la portanza del profilo è nulla.
- Incidenza geometrica o angolo d'attacco geometrico: angolo formato dalla corda con la corrente indisturbata.

### Il centro di pressione
Il centro di pressione di un profilo alare è il punto in cui possiamo immaginare applicata la risultante delle forze fluidodinamiche agenti sul profilo stesso. La risultante viene generalmente scomposta in portanza, perpendicolare alla velocità del flusso indisturbato e positiva verso l'alto, e resistenza, parallela alla velocità del flusso indisturbato e positiva nel verso della velocità. Il momento fluidodinamico agente rispetto al centro di pressione è nullo, perché è nullo il braccio della risultante delle forze aerodinamiche.
Al variare dell'angolo d'attacco del profilo rispetto alla corrente, varierà la posizione del centro di pressione. La variazione dipenderà dalla forma del profilo, per questo motivo non è conveniente prendere in considerazione questo punto per studiare il comportamento di un profilo. Si preferisce perciò considerare applicata la risultante delle forze aerodinamiche in un altro punto, il punto neutro.
Si può calcolare la posizione lungo {\displaystyle X} di tale punto in questo modo (trascurando la resistenza aerodinamica):
- Prendiamo come punto di riferimento {\displaystyle X_{0}}, ovvero la ascissa del bordo di attacco;
- La portanza {\displaystyle P} sarà applicata ad una distanza generica {\displaystyle x}, che noi vogliamo calcolare, dal punto {\displaystyle X_{0}};
- Il momento {\displaystyle M_{0}} (chiamato così perché riferito al punto {\displaystyle X_{0}}) nel profilo in esame sarà {\displaystyle M_{0}=-x\cdot P} (il momento è negativo se picchiante per convenzione) da cui, dividendo entrambi i membri per {\displaystyle {\frac {1}{2}}\cdot \rho v^{2}S} , si ottiene {\displaystyle C_{m0}\cdot c=-x\cdot C_{p}} dove {\displaystyle c} rappresenta la corda alare del profilo e {\displaystyle C_{m0}} il coefficiente di momento aerodinamico riferito ad {\displaystyle X_{0}};
Su alcuni testi e siti il valore di {\displaystyle x} viene riferito al quarto di corda (quindi la nostra {\displaystyle x} partirebbe da {\displaystyle c/4} e non da {\displaystyle X_{0}}) poiché il {\displaystyle C_{m}} viene anche esso riferito (o misurato, in caso sperimentale) a quel punto. In questo caso avremmo
{\displaystyle C_{m_{c/4}}\cdot c=-(x-{\frac {c}{4}})\cdot C_{p}}
la cui formula inversa, per esplicitare x, sarà:
{\displaystyle x={\frac {c}{C_{p}}}\cdot ({\frac {C_{p}}{4}}-C_{m_{c/4}})}
Semplificando ulteriormente la scrittura otteniamo:
{\displaystyle x=c\cdot {\biggl (}{\frac {1}{4}}-{\frac {C_{m_{c/4}}}{C_{p}}}{\biggr )}} equivalente e meglio conosciuta come {\displaystyle {\frac {x}{c}}={\frac {1}{4}}-{\frac {C_{m_{c/4}}}{C_{p}}}} .
Qualora si volesse considerare anche la resistenza aerodinamica, si parte dal fatto che {\displaystyle M_{0}=R\cdot y-P\cdot x} , prendendo come punto di riferimento {\displaystyle x=0} e {\displaystyle y=0};
Raccogliendo e dividendo entrambi i membri per {\displaystyle {\frac {1}{2}}\cdot \rho v^{2}S}, si ottiene
{\displaystyle C_{m_{0}}\cdot c=C_{r}\cdot y-x\cdot C_{p}}
A questo punto ci si rende conto del fatto che, in questo modo, sia impossibile risolvere l'equazione: ne servirebbe infatti una seconda per trovare sia ordinata che ascissa del centro di pressione, comunque facilmente ottenibile calcolando il coefficiente di momento anche in un altro punto. Ad ogni modo, il fattore {\displaystyle C_{r}\cdot y} può essere considerato trascurabile tanto più saranno bassi i valori del coefficiente di resistenza rispetto al coefficiente di portanza e tanto più {\displaystyle y} rispetto a {\displaystyle x} sia piccola, ovvero tanto più il profilo è efficiente e tanto più è sottile e simmetrico.

### Il punto neutro
Il punto neutro dell'ala, detto anche fuoco o centro aerodinamico, è il punto in cui il coefficiente di momento agente sul profilo (che non si trovi ad incidenze elevate) rimane generalmente costante al variare dell'incidenza. Solitamente si trova in una zona attorno al 25% della corda (quarto di corda). Considerando la risultante delle forze aerodinamiche applicata in questo punto bisognerà tenere in considerazione anche un momento fluidodinamico applicato generalmente non nullo (è un sistema di forze equivalente al sistema di forze effettivamente applicate).

### Tipi di profili
La prima distinzione in ampie categorie viene effettuata analizzando le curvature dell'estradosso e dell'intradosso:
- Concavo-convesso: sia l'intradosso che l'estradosso hanno la parte centrale della curvatura più in alto rispetto ai punti di ingresso e di uscita (relativamente alla parte 'piena' dell'ala, quindi, l'estradosso appare convesso mentre l'intradosso appare concavo). Questo profilo era utilizzato negli aerei antichi ed è attualmente utilizzato per alcuni ultraleggeri.
- Concavo-convesso moderno: è più simile ad un piano convesso, rispetto a quello precedente, ed ha ottime prestazioni alle basse velocità, pertanto viene quasi universalmente utilizzato negli alianti. In genere è anche un profilo laminare.
- Piano-convesso: l'estradosso è come nel caso precedente, mentre l'intradosso è piatto. È un tipo di profilo non ottimale, ma economico. Attualmente è utilizzato in alcuni aerei da turismo.
- Biconvessi: intradosso ed estradosso hanno curvature opposte. Se i profili, pur curvati in senso opposto, sono differenti, si parla di profili biconvessi asimmetrici, mentre, se hanno identica forma, si parla di profili simmetrici. I primi sono nella maggior parte degli aerei odierni, i secondi per gli aerei acrobatici (cosicché possano avere le stesse caratteristiche in volo rovescio), e sono universalmente utilizzati per i piani di coda.
- Laminari: sono i profili, che, indipendentemente dal loro spessore, riescono a mantenere un flusso non turbolento su una parte rilevante della propria corda. Questa caratteristica si ottiene attraverso lo spostamento del massimo spessore del profilo più verso il bordo di uscita, rispetto ai profili più tradizionali; il che consente di avere uno strato limite laminare più lungo. I profili laminari, o a flusso laminare, oppongono una resistenza minore all'avanzamento, ma solo entro un limitato intervallo di angoli di incidenza rispetto al flusso.

### Profili subcritici
Il numero di Mach critico è il numero di Mach del flusso indisturbato (il numero di Mach di volo) per il quale si forma un punto sonico (una zona limitata alla quale la velocità è pari a quella del suono) sul dorso del profilo. Al crescere del Mach di volo l'onda d'urto che si forma s'intensifica, aumentando la propria estensione spostandosi verso il bordo di uscita. A causa dei fenomeni di dissipazione di energia dovuti alla presenza degli urti, la resistenza aerodinamica del profilo crescerà in modo particolarmente intenso.
Per evitare questo fenomeno sarà possibile adottare un profilo cosiddetto "subcritico", ovvero un profilo che, grazie alle sue caratteristiche geometriche, possiederà un numero di Mach critico più elevato possibile.

Un profilo convenzionale (1) e supercritico (2) ad uno stesso numero di Mach (minore di 1). Con A è indicata la bolla supersonica, con B l'onda d'urto e con C la regione con flusso separato.

In generale il profilo subcritico avrà:
- piccolo spessore relativo e piccolo raggio di curvatura del bordo d'attacco per diminuire le accelerazioni del flusso;
- punto di massimo spessore spostato all'indietro (circa a metà della corda), per avere una curvatura graduale quindi una distribuzione di pressione quanto più uniforme possibile sul dorso.

A causa di queste minime differenze geometriche con un profilo normale, è assai difficile per un osservatore distinguere un profilo subcritico.

### Profili supercritici
I profili supercritici sono profili alari che possiedono un numero di Mach critico più basso rispetto a quelli di un profilo subcritico. La formazione di una regione supersonica sul dorso si manifesta a velocità più basse ma, grazie alla particolare conformazione del profilo, si garantisce che la ricompressione avvenga con le minori perdite di energia possibili, ossia con un urto normale di minore intensità ed una più ridotta zona di stallo aerodinamico.
Un profilo supercritico avrà:
- elevati raggi di curvatura al bordo d'attacco;
- punto di massimo spessore più avanti rispetto ad un profilo subcritico.

### Profili normati
Sono oltre 1.800 i profili definiti in modo univoco ed utilizzati nella produzione dei velivoli di serie.
I più comuni sono quelli definiti dall'organizzazione governativa americana NACA (ora NASA) identificati con numeri a 4 o 5 cifre, che tutt'oggi sono uno standard per la produzione in serie di profili alari ad uso civile.
- Per i profili a 4 cifre (es. NACA 2415), esse hanno il seguente significato:
  - 1ª cifra, valore della curvatura massima in percentuale della corda (es. 2 → 0,02 c );
  - 2ª cifra, distanza dal bordo d'attacco della posizione della curvatura massima, in decimi della corda (es. 4 → 0,4 c);
  - 3ª e 4ª, spessore massimo, in percentuale della corda (es. 15 → 0,15 c).
- Talvolta alle quattro cifre, separate da un trattino (es. NACA 2415 – 24), sono aggiunte altre due cifre che indicano:
  - 5ª cifra, il raggio del bordo d'attacco, in percentuale della corda (es. 2 → 0,02 c);
  - 6ª cifra, la distanza dal bordo d'attacco del massimo spessore, in decimi della corda (4 → 0,4 c).
- Per i profili a 5 cifre - costruiti utilizzando cinque tipi di linea media - (es. NACA 23012), esse hanno il seguente significato:
  - 1ª cifra, moltiplicata per 3/20, il coefficiente di portanza per il quale il profilo è stato progettato;
  - 2ª e 3ª cifra, distanza dal bordo d'attacco della posizione della curvatura massima divisa per 2, in percentuale della corda (es. 30 → 0,15 c).
  - 4ª e 5ª cifra, valore dello spessore massimo, in percentuale della corda (es. 12 → 0,12 c).